# Plutarchia minor
Plutarchia minor är en ljungväxtart som beskrevs av A. C. Smith. Plutarchia minor ingår i släktet Plutarchia och familjen ljungväxter. Inga underarter finns listade i Catalogue of Life.